# Liste der Biografien/Bud
Liste der Biografien |
Portal Biografien |
Personensuche
# |
A |
B |
C |
D |
E |
F |
G |
H |
I |
J |
K |
L |
M |
N |
O |
P |
Q |
R |
S |
T |
U |
V |
W |
X |
Y |
Z |
?
 
Ba |
Be |
Bd |
Bg |
Bh |
Bi |
Bj |
Bl |
Bm |
Bn |
Bo |
Br |
Bs |
Bu |
Bw |
By |
Bz
 
Bua |
Bub |
Buc |
Bud |
Bue |
Buf |
Bug |
Buh |
Bui |
Buj |
Buk |
Bul |
Bum |
Bun |
Buo |
Buq |
Bur |
Bus |
But–Buz
Die Liste der Biografien führt alle Personen auf, die in der deutschsprachigen Wikipedia einen Artikel haben. Dieses ist eine Teilliste mit 449 Einträgen von Personen, deren Namen mit den Buchstaben „Bud“ beginnt.

## Bud
- Bud, Cristian (* 1985), rumänischer Fußballspieler
- Bud, Elsa Maria (* 1883), deutsche Schriftstellerin
- Bud, János (1880–1950), ungarischer Statistiker, Politiker und Minister
- Bud, Walter (1890–1915), deutscher Maler und Grafiker

### Buda
- Buda, Aleks (1910–1993), albanischer Historiker, Hochschullehrer und kommunistischer Politiker
- Buda, Daniel (* 1970), rumänischer Politiker
- Buda, Jessica, US-amerikanische Schauspielerin
- Buda, Waldemar (* 1982), polnischer Politiker und Jurist
- Budach, Anneliese (1922–1980), deutsche Bibliothekarin
- Budach, Lili (* 2003), deutsche Schauspielerin und Model
- Budach, Lothar (1935–2007), deutscher Mathematiker und Informatiker
- Budach, Volker (* 1953), deutscher Mediziner und Hochschullehrer
- Budagow, Grigori Moissejewitsch (1852–1921), russisch-sowjetischer Verkehrsingenieur
- Budaházy, György (* 1969), ungarischer Rechtsradikaler
- Budai, Ézsaiás (1766–1841), ungarischer reformierter Theologe
- Budai, László (1928–1983), ungarischer Fußballspieler
- Budai, Pál (* 1906), ungarischer Komponist
- Budai-Deleanu, Ion (1760–1820), rumänischer Schriftsteller, Historiker, Linguist, Romanist und Rumänist
- Budaj, Peter (* 1982), slowakischer Eishockeytorwart und -trainer
- Budak, Abidin (* 1943), türkischer Herpetologe
- Budak, Ismail (* 1992), türkischer Fußballspieler
- Budak, Mile (1889–1945), jugoslawischer Schriftsteller, Publizist und PolitikerMile Budak (1889–1945)

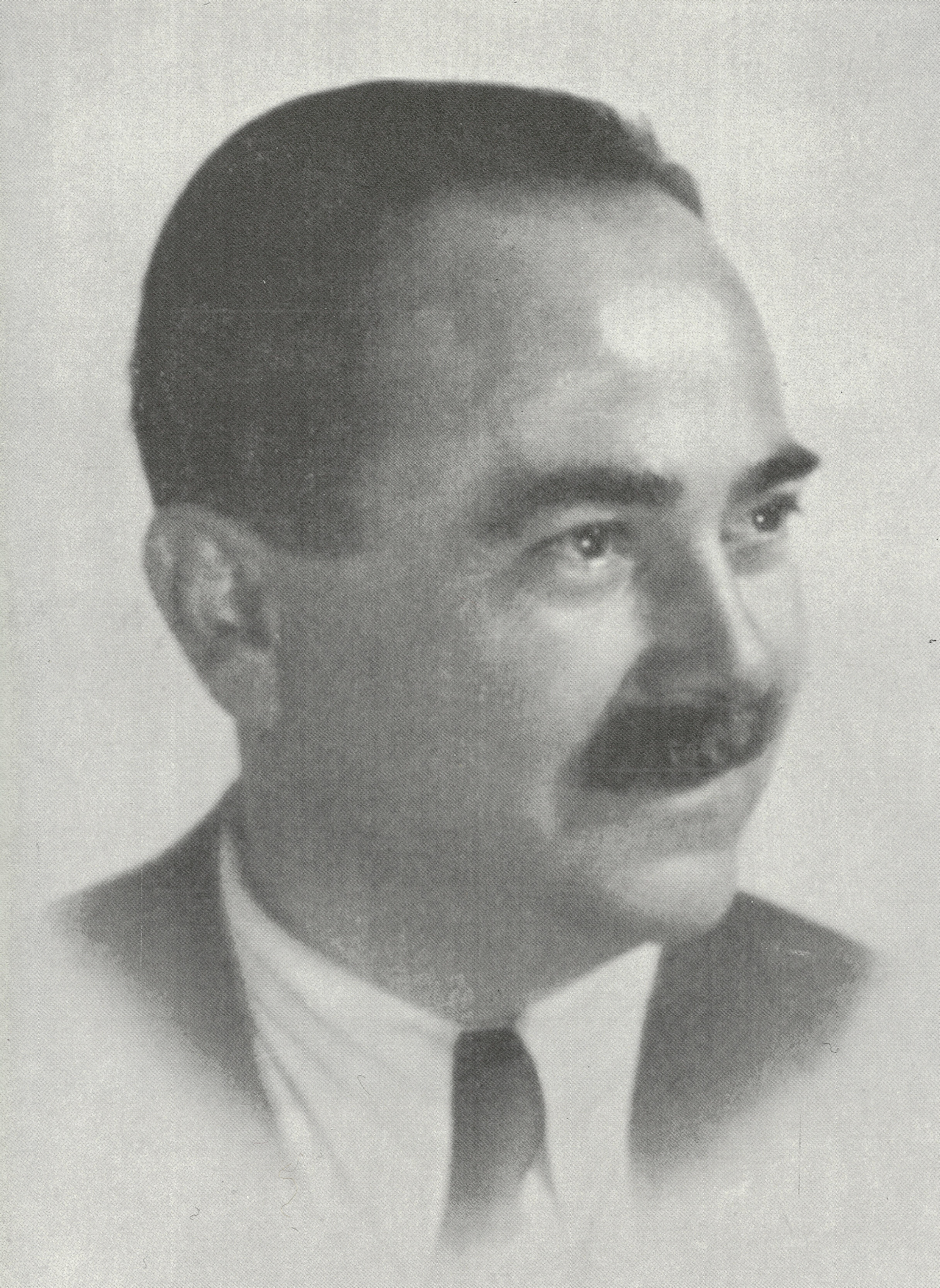
Mile Budak (1889–1945)

- Budak, Neven (* 1957), kroatischer Historiker
- Budak, Pınar (* 1982), deutsche Taekwondin
- Budak, Ufuk (* 1990), aserbaidschanischer Fußballspieler
- Budak, Vedat (* 1991), türkischer Fußballspieler
- Budalow, Sergei Nikolajewitsch (* 1949), sowjetisch-russischer Hochspringer
- Budan, Igor (* 1980), kroatischer Fußballspieler
- Budanova, Anna (* 1988), russische Animatorin
- Budanow, Juri Dmitrijewitsch (1963–2011), russischer Offizier und Kriegsverbrechen im Zweiten Tschetschenienkrieg
- Budanow, Kyrylo (* 1986), ukrainischer Offizier und Direktor des Militärnachrichtendienstes der UkraineKyrylo Budanow (* 1986)

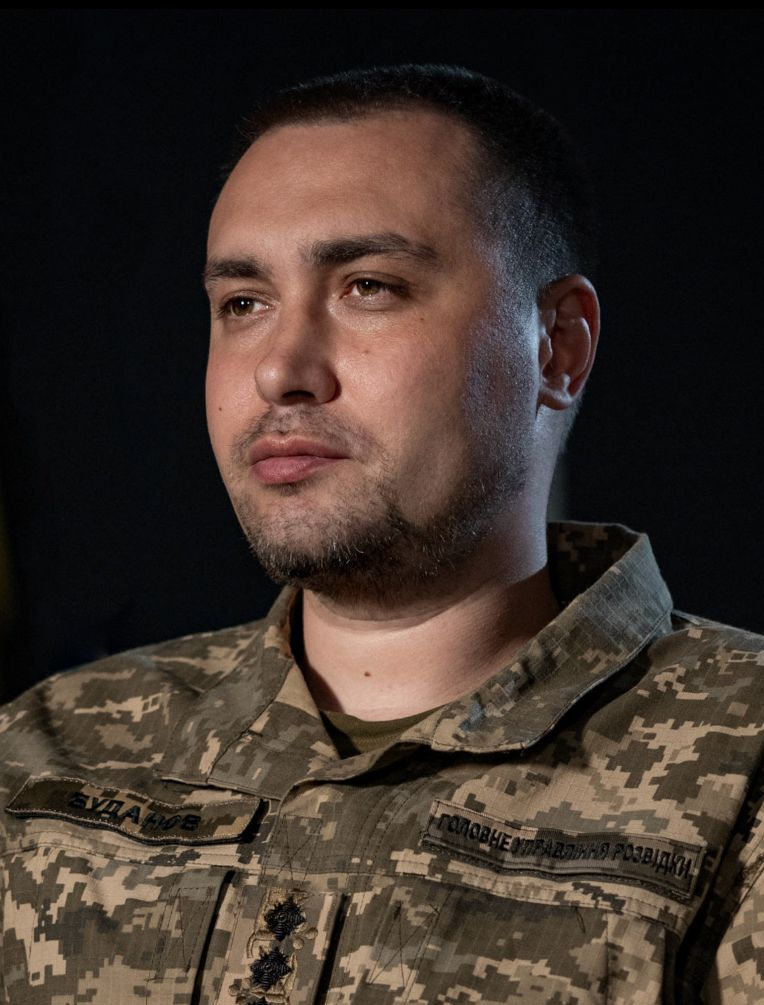
Kyrylo Budanow (* 1986)

- Budanow, Sergej (* 1959), sowjetischer Handballspieler
- Budanowa, Jekaterina Wassiljewna (1916–1943), sowjetische Jagdfliegerin
- Budapest, Zsuzsanna (* 1940), ungarische Autorin, Aktivistin, Journalistin, Dramatikerin und Songwriterin
- Budar, Benno (1946–2023), sorbischer Schriftsteller, Übersetzer und Redakteur
- Budař, Jan (* 1977), tschechischer Schauspieler, Regisseur, Musiker und Drehbuchautor
- Budar, Jan Michał (1713–1789), sorbischer Rittergutsbesitzer und Jurist
- Budar, Ludmila (* 1949), sorbische Slawistin und Pädagogin, Vorsitzende des Sorbischen Schulvereins
- Buďárek, Oldřich (1915–1957), tschechoslowakischer Skispringer
- Budarin, Nikolai Michailowitsch (* 1953), russischer Kosmonaut
- Budařová, Iva (* 1960), tschechoslowakische Tennisspielerin
- Budaschkin, Nikolai Pawlowitsch (1910–1988), sowjetischer Komponist und Musikprofessor
- Budau, Arthur (1856–1923), österreichischer Hydrotechniker und Hochschullehrer
- Budäus, Dietrich (* 1942), deutscher Hochschullehrer, Professor für Betriebswirtschaftslehre und Public Management
- Budäus, Gottlieb (1664–1734), deutscher Arzt, fürstlich-sächsischer Leibarzt, Mitglied der Gelehrtenakademie Leopoldina
- Budäus, Kurt (1908–1963), deutscher Politiker (NSDAP), MdR
- Buday, Dániel (* 1981), ungarischer Handballspieler und -trainer
- Buday, Dénes (1890–1963), ungarischer Filmkomponist
- Buday, Helen (* 1962), australische Theater-, Fernseh- und Filmschauspielerin sowie Sängerin
- Buday, Tamás (* 1952), ungarischer Kanute
- Budayev, Boris (* 1957), sowjetisch-usbekischer Ringer

### Budb
- Budberg gen. Bönninghausen, Carl Ludwig von (1775–1829), russischer Generalmajor
- Budberg, Alexander von (1717–1802), preußischer Generalmajor, Chef des Infanterieregiments Nr. 9
- Budberg, Andreas von (1750–1812), russischer Außenminister
- Budberg, Karl Bernhard von (1810–1867), preußischer Generalmajor
- Budberg, Mura (1891–1974), russische BaroninMura Budberg (1891–1974)

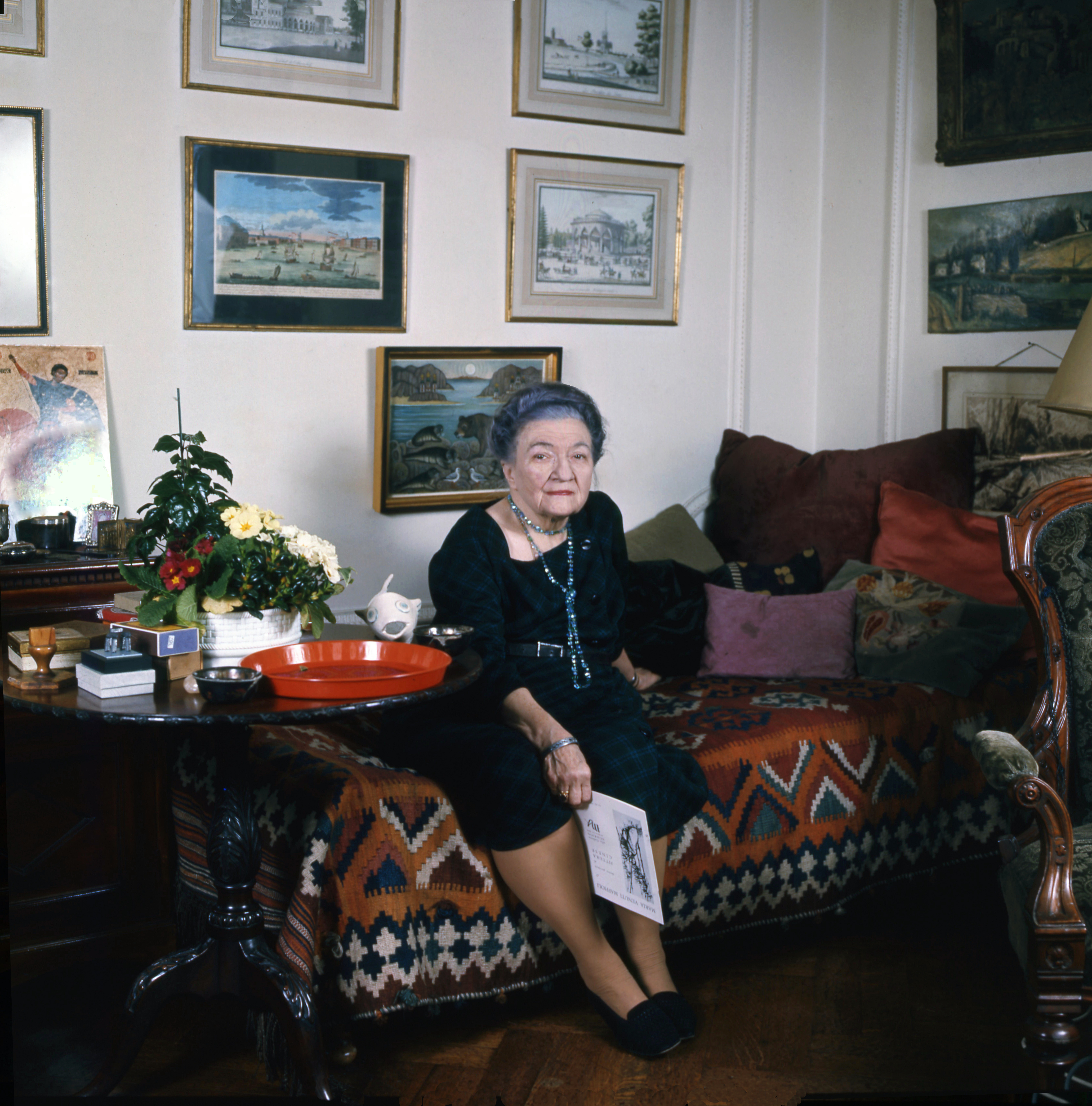
Mura Budberg (1891–1974)

- Budberg-Bönninghausen, Andreas Fjodorowitsch von (1817–1881), russischer Diplomat deutschbaltischer Herkunft
- Budberg-Bönninghausen, Gotthard Wilhelm von (1766–1832), russischer Diplomat und Zivilgouverneur von Estland
- Budberg-Bönninghausen, Otto Bernhard von (1850–1907), deutsch-baltischer Politiker, Ritterschaftshauptmann und Gutsbesitzer
- Budberg-Bönninghausen, Woldemar Dietrich von (1740–1784), deutschbaltischer Maler und Zeichner
- Budbergytė, Rasa (* 1960), litauische Juristin, ehemalige stellvertretende Justizministerin

### Budd
- Budd, Frank (1939–2014), US-amerikanischer Sprinter und American-Football-Spieler
- Budd, George (1808–1882), englischer Mediziner
- Budd, Harold (1936–2020), amerikanischer Pianist, Komponist und Dichter
- Budd, Harold (* 1939), US-amerikanischer Ruderer
- Budd, Harry (1900–1979), australischer Politiker, Journalist, Mitglied und Präsident des Legislativrates von New South Wales
- Budd, Herbert Ashwin (1881–1950), britischer Maler
- Budd, Hugh Christopher (1937–2023), britischer römisch-katholischer Geistlicher, Bischof von Plymouth
- Budd, James (1851–1908), 19. Gouverneur von Kalifornien
- Budd, Katharine (1860–1951), US-amerikanische Architektin und Autorin
- Budd, Roy (1947–1993), britischer Komponist von Filmmusik und Jazzpianist
- Budd, Ted (* 1971), US-amerikanischer Politiker
- Budd, William (1811–1880), englischer Arzt und Epidemiologe
- Budd, Zola (* 1966), südafrikanisch-britische LangstreckenläuferinZola Budd (* 1966)

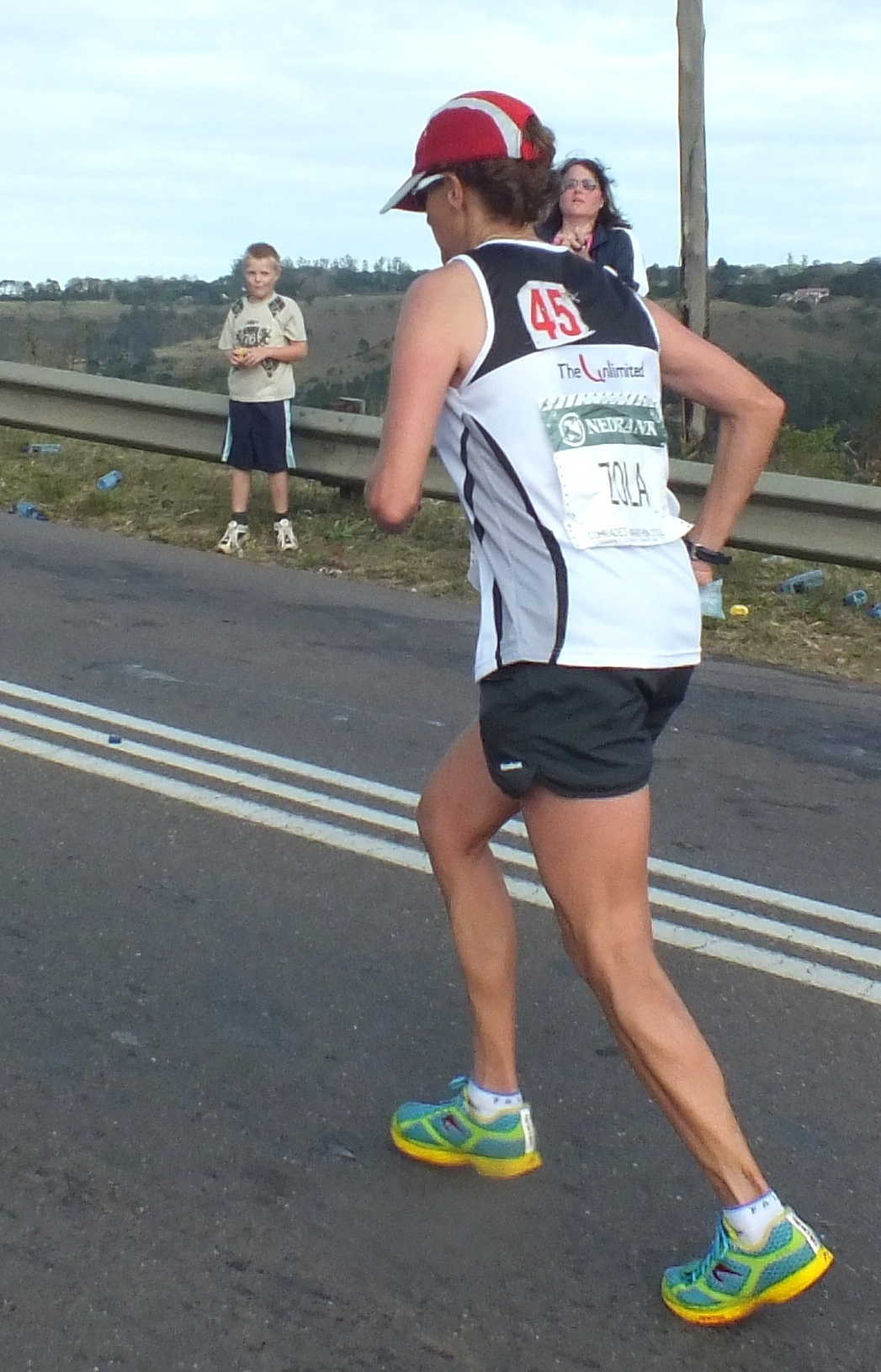
Zola Budd (* 1966)

- Buddatsch, Gerhard (1941–2012), deutscher Fußballspieler
- Budday, Jürgen (* 1948), deutscher Pädagoge, Kirchenmusikdirektor, Dirigent und Chorleiter
- Budday, Silvia, deutsche Biomechanikerin und Hochschullehrerin
- Budday, Wolfgang (* 1951), deutscher Musiktheoretiker
- Budde, Aleida (1800–1852), niederländische Malerin und Zeichnerin
- Budde, Alexander (* 1971), deutscher Hörfunkjournalist
- Budde, August (1695–1753), deutscher Mediziner
- Budde, Bernhard (1828–1899), deutscher Maler
- Budde, Brad (* 1958), US-amerikanischer Footballspieler
- Budde, Burkhard (* 1953), deutscher evangelischer Theologe, Autor, Journalist und Kommunalpolitiker (CDU)
- Budde, Christa (1962–2024), deutschsprachige Autorin
- Budde, Christoph (1963–2009), deutscher Fußballspieler
- Budde, Cleo-Johanna (* 1998), deutsche Schauspielerin
- Budde, Dieter (* 1944), deutscher Generalmajor des Heeres der Bundeswehr und Politikwissenschaftler
- Budde, Elmar (* 1935), deutscher Musikwissenschaftler
- Budde, Emil Arnold (1842–1921), deutscher Physiker
- Budde, Enno (1901–1979), deutscher Jurist und Richter
- Budde, Ernst (1890–1959), deutscher Politiker (CDU), MdL
- Budde, Eugen (1901–1984), deutscher Jurist und Diplomat
- Budde, Ewald (1873–1966), deutscher Politiker (SPD)
- Budde, Fritz (1895–1956), deutscher nationalsozialistischer Kommunalpolitiker
- Budde, Gerhard (1865–1944), deutscher Pädagoge
- Budde, Grete (1883–1967), deutsche Bildhauerin
- Budde, Gunilla (* 1960), deutsche Historikerin und Professorin für deutsche und europäische Geschichte
- Budde, Hans (1920–2002), deutscher Architekt
- Budde, Hans (1933–2010), deutscher Politiker (SPD)
- Budde, Hans-Otto (* 1948), deutscher General und Inspekteur des HeeresHans-Otto Budde (* 1948)

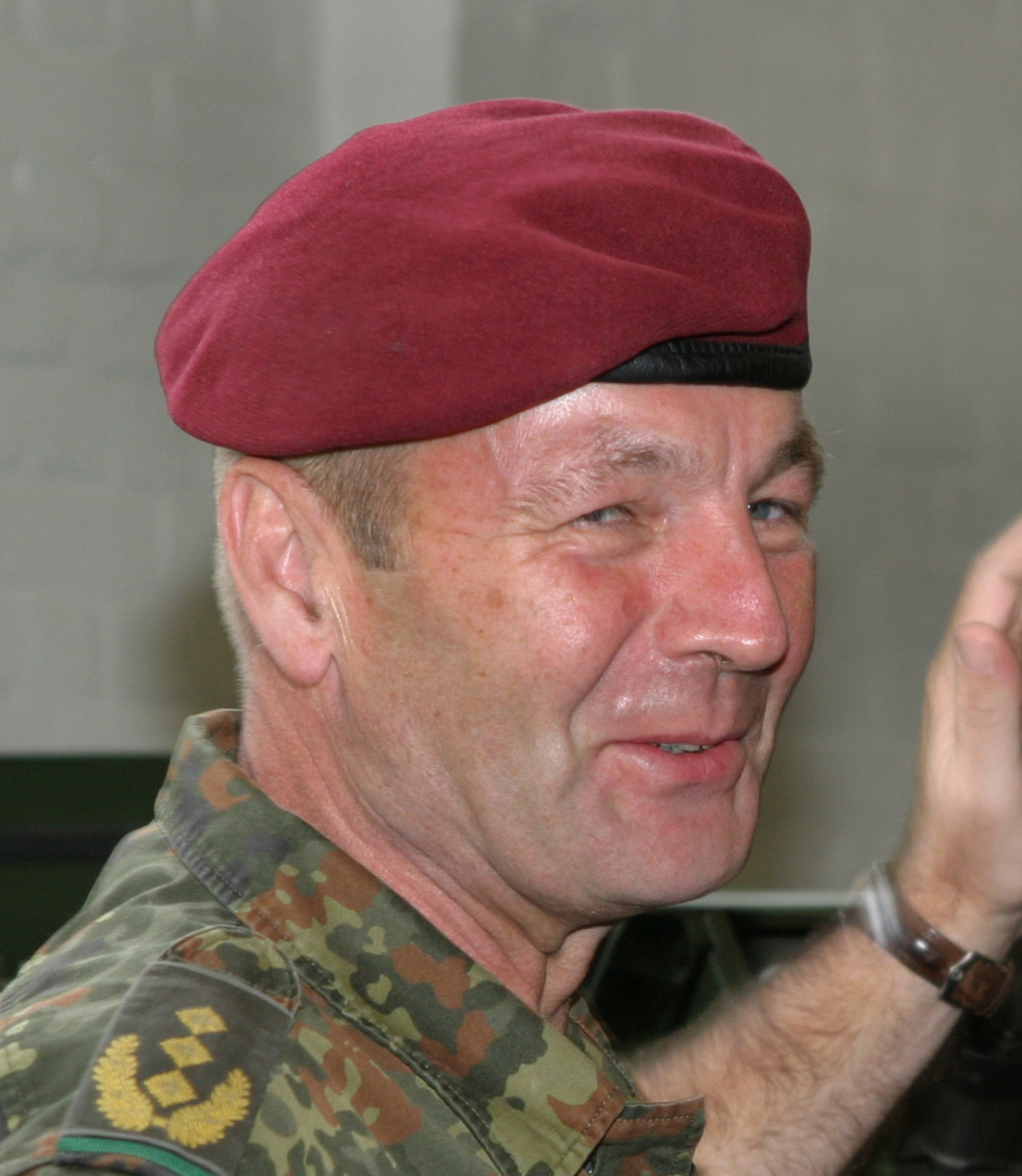
Hans-Otto Budde (* 1948)

- Budde, Harald (1934–2018), deutscher Regisseur und Schriftsteller
- Budde, Heinz (1925–1991), deutscher Volkswirt, Politiker (CDU), MdB
- Budde, Hermann, deutscher Fußballspieler
- Budde, Hermann von (1851–1906), deutscher Offizier, preußischer Minister der öffentlichen Arbeiten
- Budde, Herrmann (1890–1954), deutscher Biologe und Lehrer
- Budde, Hyacinthus (1904–1943), deutscher römisch-katholischer Ordensmann, Missionar und Märtyrer
- Budde, Johann Friedrich (1815–1894), deutscher Jurist und Hochschullehrer
- Budde, Jöns († 1491), Mönch und Übersetzer in Finnland
- Budde, Kai (* 1953), deutscher Kunsthistoriker, Technikhistoriker und Kurator
- Budde, Karl (1850–1935), deutscher protestantischer Theologe (Alttestamentler)
- Budde, Katrin (* 1965), deutsche Politikerin (SPD), MdB
- Budde, Klaus (* 1945), deutscher Fußballspieler
- Budde, Ludwig (1913–2007), deutscher Klassischer Archäologe
- Budde, Mariann Edgar (* 1959), US-amerikanische anglikanische BischöfinMariann Edgar Budde (* 1959)

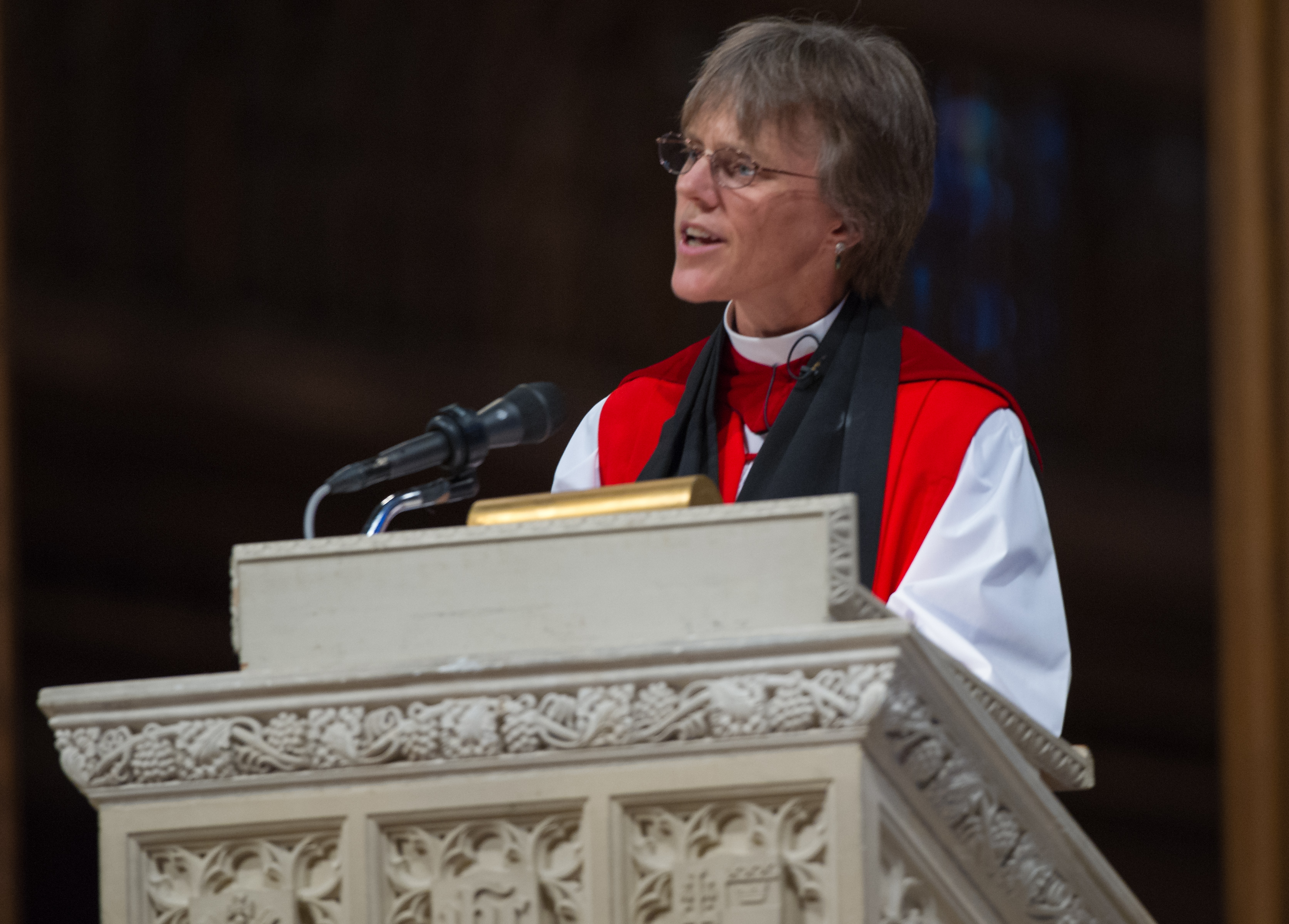
Mariann Edgar Budde (* 1959)

- Budde, Matthias († 1591), pommerscher Adliger, dänischer Diplomat und Statthalter auf Ösel
- Budde, Max (1883–1958), deutscher Professur für Chirurgie
- Budde, Nadia (* 1967), deutsche Grafikerin, Kinderbuchillustratorin, -autorin und -übersetzerin
- Budde, Otto (1848–1909), deutscher Maschinenbau-Ingenieur und Industriemanager
- Budde, Pit (* 1952), deutscher Musiker und Autor
- Budde, Rainer (* 1948), deutscher Fußballspieler
- Budde, Reinhold (* 1950), deutscher Künstler
- Budde, Rudolf (1888–1975), deutscher Pädagoge, Schuldirektor in Bremen
- Budde, Ruth (* 1959), deutsche Tischtennisspielerin
- Budde, Tobias (* 1993), deutscher Journalist und Podcaster
- Budde, Vladimir (1952–2011), deutscher Schachspieler und -autor
- Budde, Werner (1886–1960), deutscher Mediziner
- Budde, Wilhelm (1905–1993), deutscher Seeoffizier, zuletzt Kapitän zur See der Bundesmarine
- Budde, Winfrid (* 1941), deutscher Arzt, Schriftsteller und Illustrator
- Budde-Engelke, Helga (* 1950), deutsche Malerin und Grafikerin
- Buddeberg, Alice (* 1982), deutsche Regisseurin
- Buddeberg, Else (1890–1974), deutsche Literaturwissenschaftlerin
- Buddeberg, Ernst (1873–1949), deutscher evangelisch-lutherischer Theologe
- Buddeberg, Louis Heinrich (1836–1925), deutscher Kaufmann und Politiker (DFP, FVp), MdR
- Buddeberg, Peter (1927–2011), deutscher Architekt und Hochschullehrer
- Buddeberg, Sarah (* 1982), deutsche Politikerin (Die Linke), MdL Sachsen
- Buddeberg, Walter (1890–1968), deutscher Kommunalpolitiker
- Buddecke, Eckhart (1923–2016), deutscher Mediziner und Biochemiker, Hochschullehrer
- Buddecke, Hans-Joachim (1890–1918), deutscher Offizier sowie Jagdflieger im Ersten WeltkriegHans-Joachim Buddecke (1890–1918)

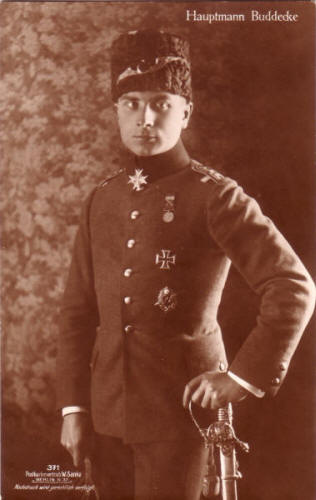
Hans-Joachim Buddecke (1890–1918)

- Buddecke, Werner (1887–1967), deutscher Bibliothekar
- Büddefeld, Dieter (* 1960), deutscher Polizist
- Budden, Joe (* 1980), US-amerikanischer RapperJoe Budden (* 1980)

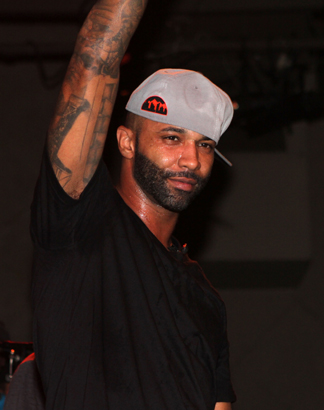
Joe Budden (* 1980)

- Budden, John (1566–1620), englischer Jurist und Hochschullehrer
- Budden, Jonas (1782–1853), Politiker
- Buddenberg, Arnold (1811–1892), deutscher Gutsbesitzer und Politiker
- Buddenberg, Heinrich (1893–1975), Oberbürgermeister von Osnabrück
- Buddenberg, Hellmuth (1924–2003), deutscher Manager
- Buddenberg, Wilhelm (1890–1967), deutscher Maler
- Buddenberg, Wilhelm (1914–1992), deutscher Lehrer und Politiker (CDU), MdL
- Buddenberg, Wilhelm (1928–1990), deutscher Fußballspieler
- Buddenberg, Wolfgang (1911–1997), deutscher Jurist und Richter
- Buddenbohm, Gerhard (* 1949), deutscher Handballspieler
- Buddenbohm, Maximilian (* 1966), deutscher Blogger und Buchautor
- Buddenborg, Pius (1902–1987), deutscher Benediktiner, Abt des Klosters Gerleve
- Buddenbrock, Alfred von (1826–1887), preußischer Generalleutnant
- Buddenbrock, Arthur von (1850–1929), deutscher Gutsbesitzer und Politiker, MdR
- Buddenbrock, Bernhard Friedrich von (1725–1807), königlich-preußischer Generalmajor
- Buddenbrock, Caspar Friedrich von († 1737), livländischer Landmarschall
- Buddenbrock, Friedrich von (1781–1867), preußischer Generalleutnant
- Buddenbrock, Friedrich von (1815–1894), preußischer Generalmajor und Kommandeur der 59. Infanterie-Brigade
- Buddenbrock, Gustav Johann von (1758–1821), livländischer Jurist, Landmarschall, Landrat und Politiker
- Buddenbrock, Gustav von (1810–1895), preußischer General der Infanterie
- Buddenbrock, Heinrich von (1797–1859), preußischer Generalmajor
- Buddenbrock, Henrik Magnus (1685–1743), königlich-schwedischer Generalleutnant
- Buddenbrock, Johann von (1707–1781), preußischer Generalleutnant
- Buddenbrock, Julie von (1826–1915), preußische Adelige
- Buddenbrock, Ludwig von (1720–1782), preußischer Generalmajor, Chef des Infanterieregiments Nr. 16
- Buddenbrock, Marie von (1883–1979), deutsche Malerin und Illustratorin
- Buddenbrock, Rudolph von (1821–1895), deutscher Majoratsherr und Politiker, MdR
- Buddenbrock, Theodor (1878–1959), deutscher Geistlicher, römisch-katholischer Erzbischof
- Buddenbrock, Wilhelm Dietrich von (1672–1757), preußischer FeldmarschallWilhelm Dietrich von Buddenbrock (1672–1757)

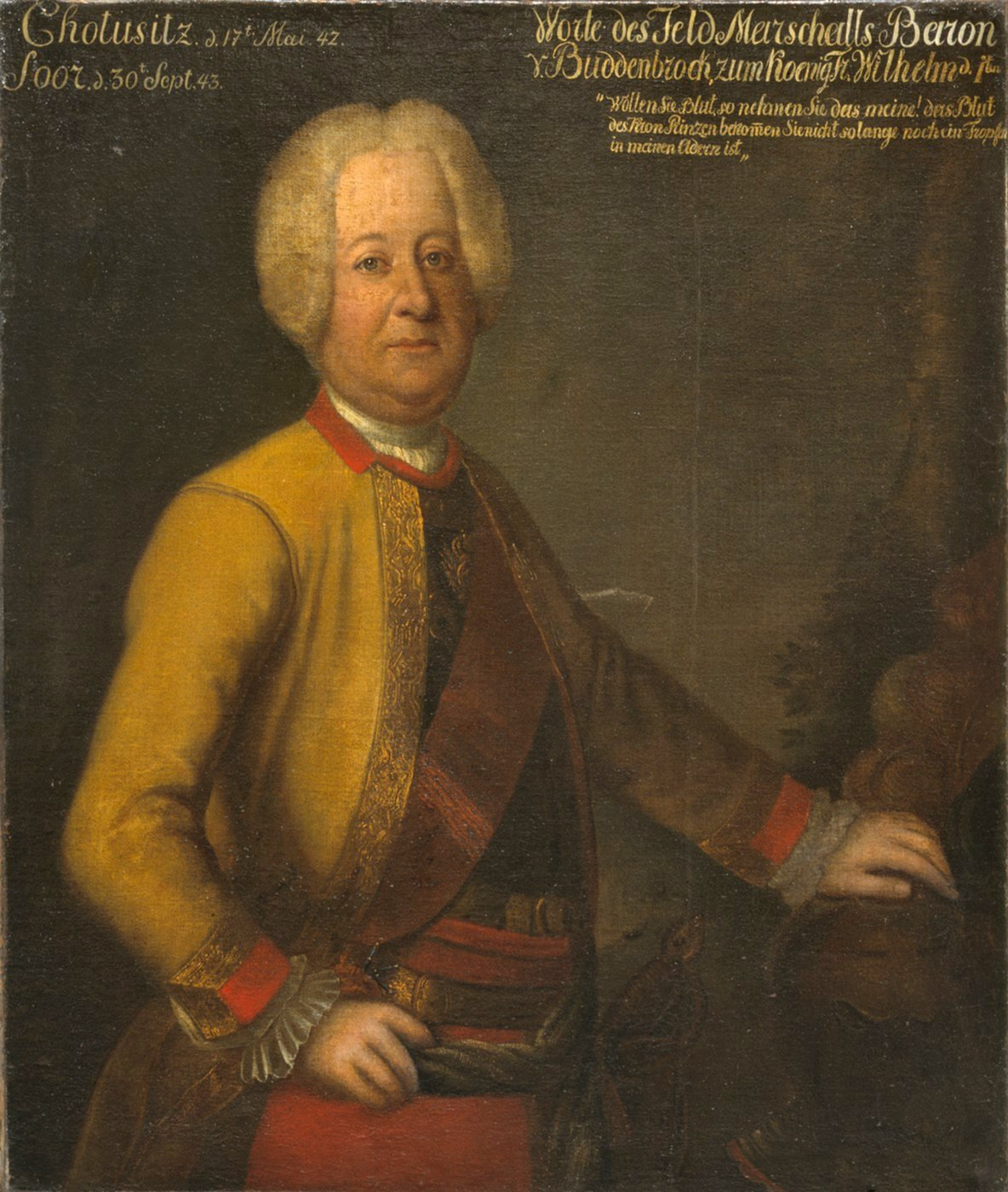
Wilhelm Dietrich von Buddenbrock (1672–1757)

- Buddenbrock, Wilhelm Ernst von (1715–1760), preußischer Major, Kommandeur des 1. Stehenden Grenadier-Bataillons
- Buddenbrock-Hettersdorff, Mortimer von (1844–1914), preußischer Generalleutnant
- Buddenbrock-Hettersdorff, Wolfgang von (1884–1964), deutscher Zoologe
- Buddenhagen, Hermann (1887–1965), deutscher Lehrer, Autor und Verlagslektor
- Buddenkotte, Katinka (* 1976), deutsche Autorin und Kabarettistin
- Buddensieg, Hermann (1893–1976), deutscher Schriftsteller, Herausgeber und Übersetzer
- Buddensieg, Moritz (1815–1885), Landtagsabgeordneter
- Buddensieg, Tilmann (1928–2013), deutscher Kunsthistoriker
- Buddensieg, Tobias (1955–2010), deutscher freischaffender und künstlerischer Fotograf
- Buddensiek, Friedemann (* 1967), deutscher Philosoph
- Buddeus, Carl Friedrich Christian (1775–1864), deutscher Maler
- Buddeus, Johann Franz (1667–1729), deutscher Philosoph und Theologe
- Buddeus, Johann Karl Immanuel (1780–1844), deutscher Staatswissenschaftler
- Buddeus, Julius (1812–1873), deutscher Verleger, Buch- und Kunsthändler sowie Dichter
- Buddeus, Karl Franz (1695–1753), deutscher Jurist und Staatsmann
- Buddeus, Ondřej (* 1984), tschechischer Schriftsteller, Dichter, Redakteur, Herausgeber und Übersetzer aus dem Deutschen und Norwegischen
- Buddhadasa (1906–1993), buddhistischer MönchBuddhadasa (1906–1993)
- Buddhaghosa, Theravada-Buddhist

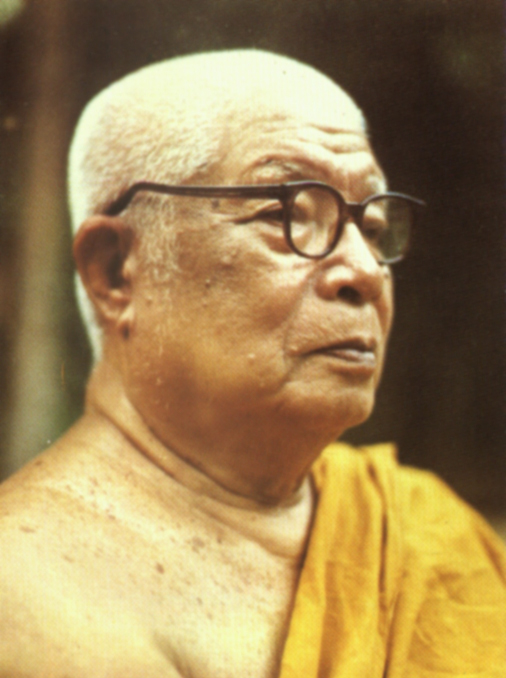
Buddhadasa (1906–1993)

- Buddhapalita, Gründer der Prasangika-Schule des Mahayana-Buddhismus
- Buddiga, Pratyush (* 1989), US-amerikanischer Pokerspieler
- Buddika, Sujani (* 1982), sri-lankische Leichtathletin
- Buddin, Fritz (1867–1946), deutscher Pädagoge, Organist, Museumsleiter und Heimatforscher
- Budding, Edwin Beard (1796–1846), britischer Erfinder und Ingenieur
- Budding, Gerben (* 1987), niederländischer Organist und Dirigent
- Budding, Karl (1870–1945), deutscher Verwaltungsjurist
- Budding, Martijn (* 1995), niederländischer Radrennfahrer
- Buddington, Arthur Francis (1890–1980), US-amerikanischer Petrologe
- Buddle, Edson (* 1981), US-amerikanischer Fußballspieler
- Buddo, Donald (1886–1965), kanadischer Leichtathlet
- Buddrus, Frank (* 1967), deutscher Polizeibeamter
- Buddrus, Michael (* 1957), deutscher Historiker
- Buddruss, Georg (1929–2021), deutscher Indologe und Linguist
- Budds, Ryan, US-amerikanischer Schauspieler, Filmproduzent, Moderator und Komiker
- Buddy (* 1977), deutscher MusikerBuddy (* 1977)

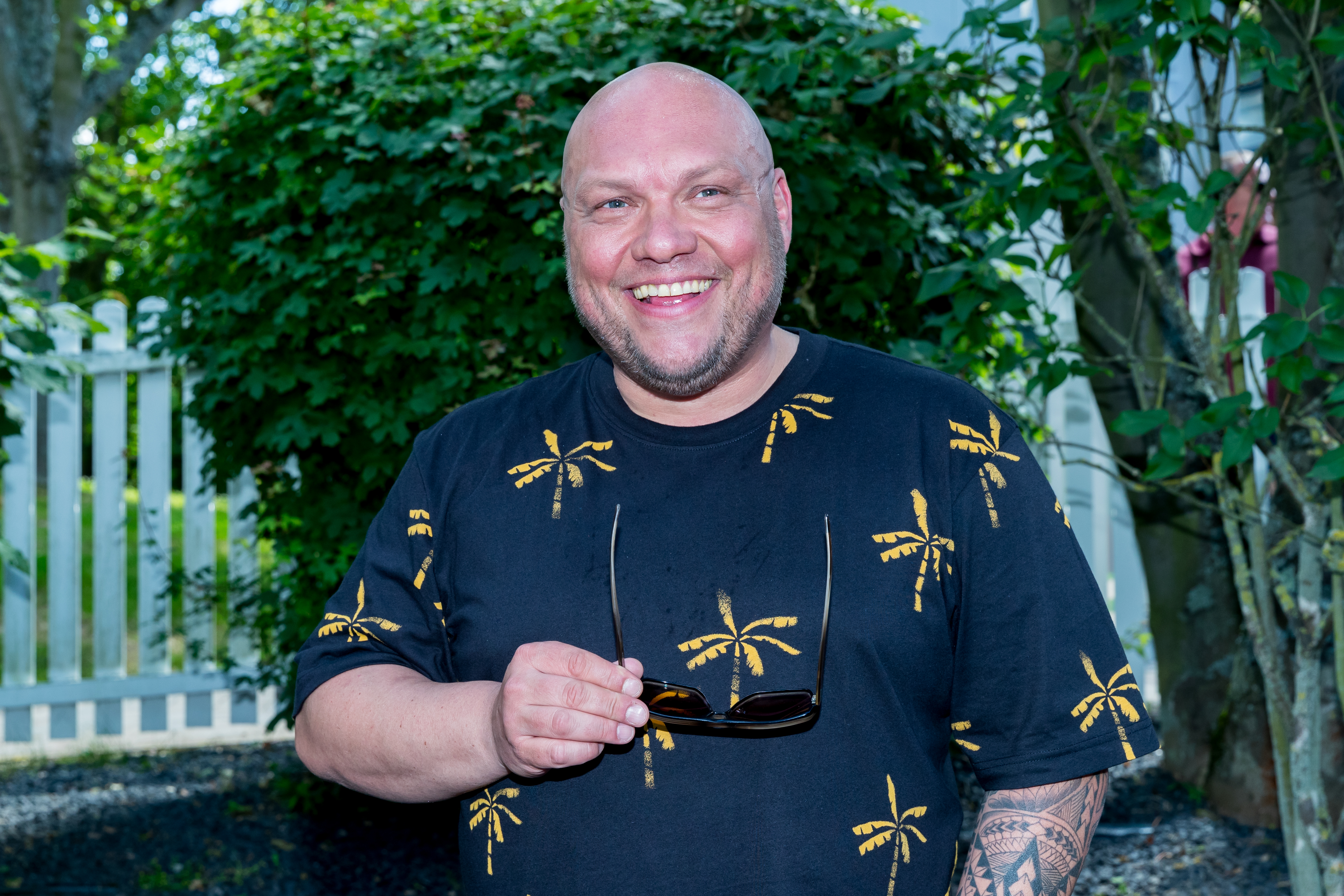
Buddy (* 1977)

- Buddy, Charles Francis (1887–1966), US-amerikanischer Geistlicher, römisch-katholischer Bischof von San Diego

### Bude
- Budé, Guillaume (1468–1540), französischer Humanist, Diplomat, Philologe und Bibliothekar
- Bude, Heinz (* 1954), deutscher Soziologe
- Bude, Norbert (* 1959), deutscher Kommunalpolitiker (SPD), Oberbürgermeister von Mönchengladbach
- Budean, Flavius (* 1996), deutsch-rumänischer Schauspieler
- Budeanu, Constantin (1886–1959), rumänischer Elektroingenieur
- Budeit, Hans-Joachim (* 1927), deutscher Architekt und Architekturfotograf
- Büdel, Burkhard (* 1953), deutscher Biologe
- Büdel, Julius (1903–1983), deutscher Geograph
- Büdel, Nico (* 1989), deutscher Handballspieler und -trainer
- Büdel, Oscar (1923–2001), US-amerikanischer Romanist und Italianist deutscher Herkunft
- Budelacci, Biagio (1888–1973), italienischer römisch-katholischer Geistlicher und Weihbischof in Frascati
- Büdeler, Werner (1928–2004), deutscher Journalist und Autor
- Budell, Berthold (1929–2010), deutscher Politiker (CDU), MdL und Minister für Umwelt, Raumordnung und Bauwesen im Saarland (1984–1985)
- Budelmann, Claus-Günther (* 1944), deutscher Bankier
- Budelmann, Günther (1903–1976), deutscher Kardiologe und Hochschullehrer
- Budelmann, Sven (* 1973), deutscher Filmeditor
- Buden, Boris (* 1958), österreichischer Philosoph und Übersetzer
- Budenbach, Mary Hughes (1914–2005), US-amerikanische Kryptoanalytikerin
- Büdenbender, Benedikt (* 1989), deutscher Politiker (CDU), MdB
- Büdenbender, Elke (* 1962), deutsche JuristinElke Büdenbender (* 1962)

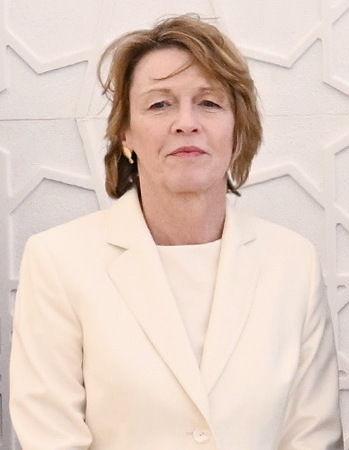
Elke Büdenbender (* 1962)

- Büdenbender, Petra, deutsche Schwimmerin
- Büdenbender, Ulrich (* 1948), deutscher Jurist, Professor für Bürgerliches Recht
- Budenberg, Christian Friedrich (1815–1883), deutscher Kaufmann und Unternehmer
- Budenholzer, Mike (* 1969), US-amerikanischer Basketballtrainer
- Büdenhölzer, Yvonne (* 1977), deutsche Dramaturgin, Kulturmanagerin und Theaterverlagsleiterin
- Budenz, Josef (1836–1892), deutscher Finno-Ugrist
- Buder, Alois (1908–1944), österreichisches Opfer des Holocaust
- Buder, Andreas (* 1979), österreichischer Skirennläufer
- Buder, Christian (* 1968), deutscher Schriftsteller
- Buder, Christian Gottlieb (1693–1763), deutscher Jurist, Historiker und Bibliothekar
- Buder, Daniel (* 1977), deutscher SchauspielerDaniel Buder (* 1977)

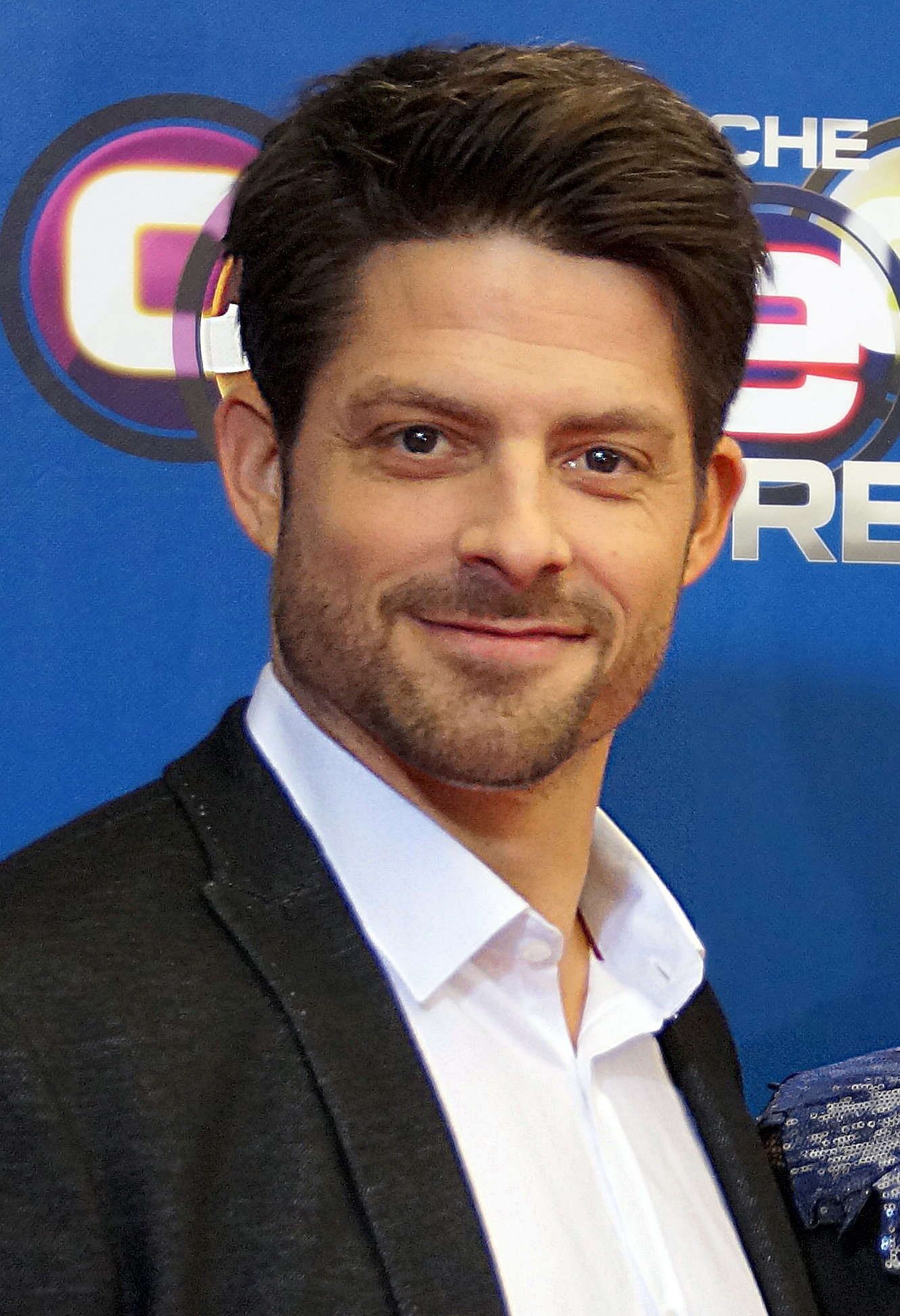
Daniel Buder (* 1977)

- Buder, Detlef (* 1946), deutscher Politiker (SPD), MdL
- Buder, Ernst Erich (1896–1962), deutscher Film- und Schlagerkomponist
- Buder, Ernst-Erich (1937–2022), deutscher Schauspieler und Hörspielsprecher
- Buder, Erwin (1885–1915), deutscher Kunstturner
- Buder, Gerald (* 1962), deutscher Radrennfahrer
- Buder, Gertrud (1952–2021), deutsche Textilkünstlerin, Designerin und Kunsthandwerkerin
- Buder, Gunter, deutscher Radrennfahrer
- Buder, Hannelore (* 1943), österreichische Buchhalterin und Politikerin (SPÖ), Abgeordnete zum Nationalrat
- Buder, Horst, deutscher Schauspieler
- Buder, Johann Georg (1727–1759), deutscher Maler des Barocks
- Buder, Johannes (1884–1966), deutscher Botaniker
- Buder, Jörg (* 1969), deutscher Fußballspieler und -trainer
- Buder, Karin (* 1964), österreichische Skirennläuferin
- Buder, Libby (* 2004), deutsche Leichtathletin
- Buder, Madonna (* 1930), US-amerikanische Ordensschwester und Triathletin
- Buder, Manfred (1936–2021), deutscher Eishockeyspieler und -trainer
- Buder, Marianne (1947–2009), deutsche Bibliothekarin
- Buder, Oliver-Sven (* 1966), deutscher Kugelstoßer
- Buder, Paul von (1836–1914), deutscher lutherischer Theologe, Religionswissenschaftler, Ephorus und Professor sowie Rektor der Universität Tübingen
- Buder, Philipp (* 1990), deutscher Theater-, Filmschauspieler und Sprecher
- Buder, Wolfgang (* 1954), deutscher Politiker (DVU), MdL
- Buderus von Carlshausen, Carl Friedrich (1759–1819), Finanzbeamter von Wilhelm IX., Landgraf von Hessen-Kassel, dem späteren Kurfürsten Wilhelm I.
- Buderus, Carl (* 1863), deutscher Ingenieur, Elektro- und Filmpionier
- Buderus, Georg I (1777–1840), nassauischer Politiker
- Buderus, Georg II (1808–1873), Unternehmer, Reichstagsabgeordneter
- Buderus, Georg III (1838–1895), deutscher Unternehmer und Abgeordneter der großherzoglich-hessischen Landstände
- Buderus, Hugo (1841–1907), deutscher Unternehmer und Politiker (NLP), MdR
- Buderus, Johann Wilhelm I (1690–1753), deutscher Unternehmer und Gründer der Firma Buderus AG
- Buderus, Johann Wilhelm II (1740–1806), deutscher Unternehmer
- Budescu, Constantin (* 1989), rumänischer Fußballspieler
- Budesheim, Jörn Peter (* 1960), deutscher Künstler
- Budesheim, Tim (* 1990), deutscher Bodybuilder
- Budeus, Walter (1902–1944), deutscher Widerstandskämpfer und Kommunist
- Budeus-Budde, Roswitha (* 1947), deutsche Journalistin und Expertin für Kinder- und Jugendliteratur
- Budewell, Kurt (1924–2007), deutscher Installationskünstler, Grafiker und Bildhauer
- Budewig, Klaus (1941–2020), deutscher Richter
- Budewska, Adriana (1878–1955), bulgarische Schauspielerin und eine der Begründerinnen des modernen bulgarischen Theaters

### Budg
- Budge, Ann (* 1948), schottische Unternehmerin und Fußballfunktionärin
- Budge, Don (1915–2000), US-amerikanischer TennisspielerDon Budge (1915–2000)

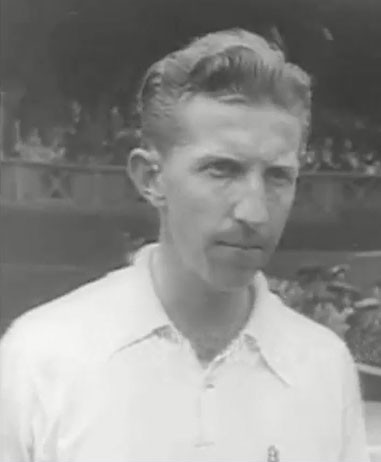
Don Budge (1915–2000)

- Budge, E. A. Wallis (1857–1934), britischer Ägyptologe
- Budge, Emma (1852–1937), deutsch-amerikanische Kunstsammlerin, Stifterin und Mäzenin
- Budge, Hamer H. (1910–2003), US-amerikanischer Politiker
- Budge, Henry (1840–1928), deutscher Kaufmann und Wohltäter
- Budge, Ian (* 1936), britischer Politikwissenschaftler und Hochschullehrer
- Budge, Julius (1811–1888), deutscher Mediziner
- Budge, Karen (* 1949), US-amerikanische Skirennläuferin
- Budge, Natalie (* 1985), US-amerikanische Fußballspielerin
- Budge, Siegfried (1869–1941), deutscher Jurist und Nationalökonom
- Budgen, Frank (1882–1971), englischer Maler und Schriftsteller
- Budgen, Patrick (* 1983), österreichischer Fernsehmoderator und -redakteurPatrick Budgen (* 1983)

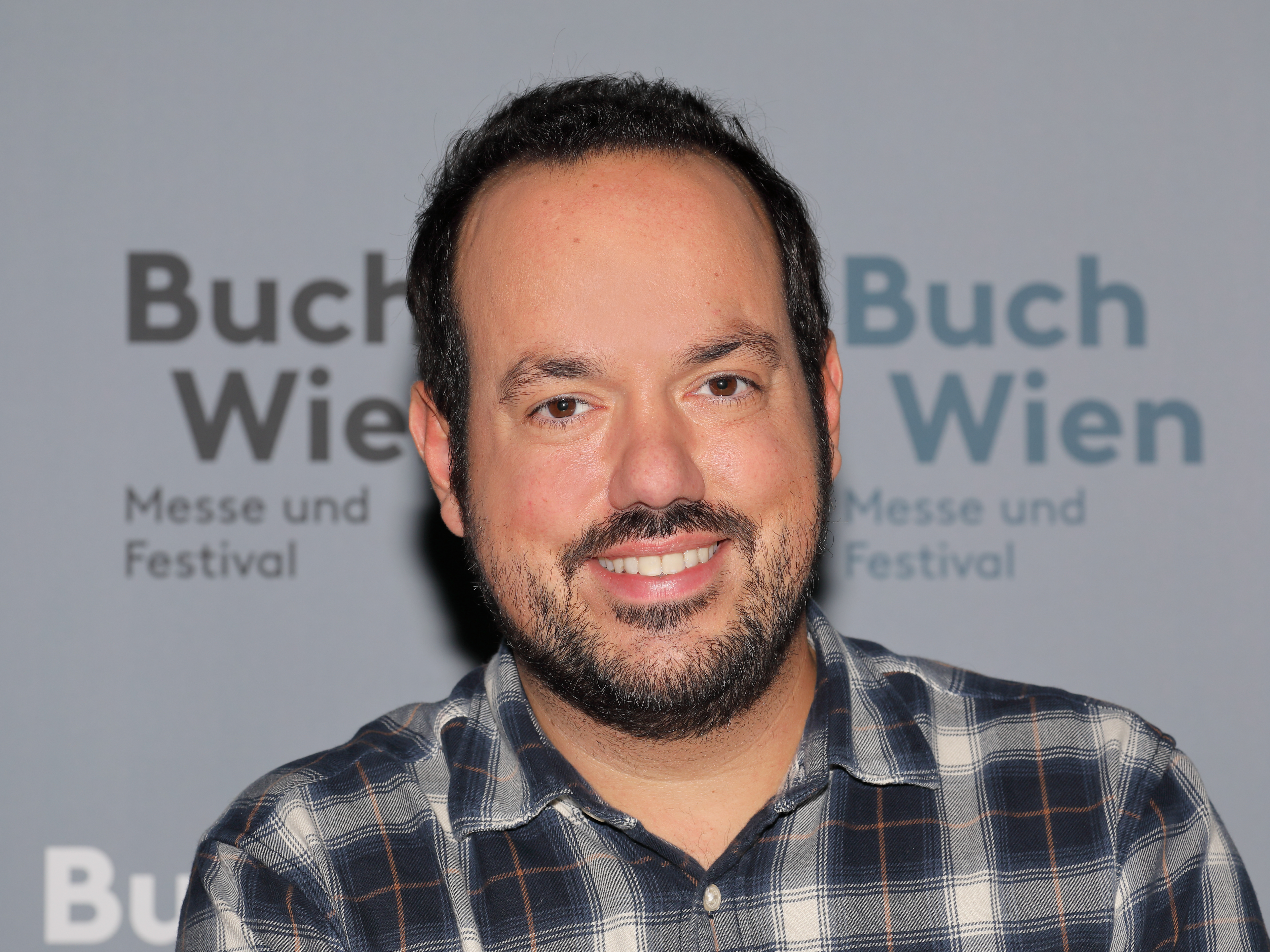
Patrick Budgen (* 1983)

- Budgett, Richard (* 1959), britischer Ruderer und Arzt
- Budgie (* 1957), britischer Schlagzeuger

### Budi
- Budi Kleden, Paulus (* 1965), indonesischer römisch-katholischer Ordensgeistlicher, ehemaliger Generalsuperior der Steyler Missionare und Erzbischof von Ende
- Budi, Pjetër (1566–1622), albanischer Bischof
- Budian, Stefan (* 1965), deutscher Künstler, Musiker und Schriftsteller
- Budiansky, Bernard (1925–1999), US-amerikanischer Ingenieurwissenschaftler
- Budiardjo, Carmel (1925–2021), britische Menschenrechtsaktivistin und Gründerin der Menschenrechtsorganisation Tapol
- Budiarti, Rini (* 1983), indonesische Leichtathletin
- Budiarto, Sigit (* 1975), indonesischer Badmintonspieler
- Budic, Marco (* 2000), österreichischer Fußballspieler
- Budică, Florentina (* 1995), rumänische Leichtathletin
- Budich, Carl (1904–1982), deutscher niederdeutscher Schriftsteller
- Budich, Willi (1890–1938), deutscher Politiker (KPD), MdR
- Budig, Christiane (* 1969), deutsche Künstlerin und Kunsttherapeutin
- Budig, Detlef (* 1967), deutscher Hörfunkmoderator und MedienberaterDetlef Budig (* 1967)

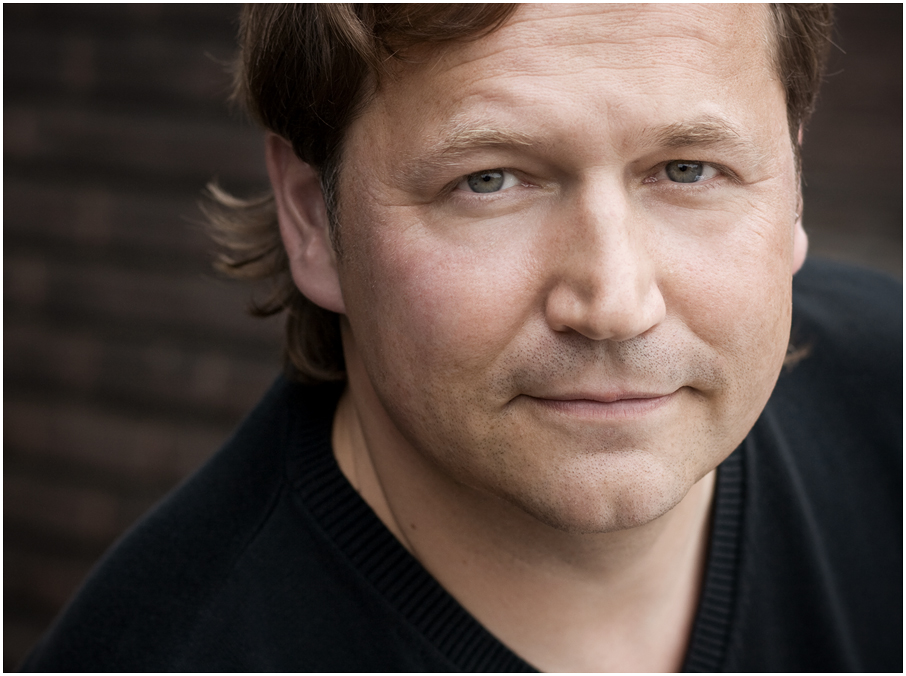
Detlef Budig (* 1967)

- Budig, Ernst (1908–1971), deutscher Schwimmer
- Budig, Franz (1870–1928), österreichischer Politiker (Christlichsoziale Partei) und Landwirt
- Budig, Franz (1907–1989), österreichischer Bildhauer
- Budig, Peter-Klaus (1928–2012), deutscher Wissenschaftler und DDR-Minister
- Budig, Rebecca (* 1973), US-amerikanische Schauspielerin
- Budiharti, Aris (* 1993), indonesische Badmintonspielerin
- Budikusuma, Alan (* 1968), indonesischer Badmintonspieler
- Budilov († 1226), Bischof von Prag
- Budilowitsch, Anton Semjonowitsch (1846–1908), russischer Slawist und Politiker
- Budiman, Daniel (* 1983), deutscher FernsehmoderatorDaniel Budiman (* 1983)

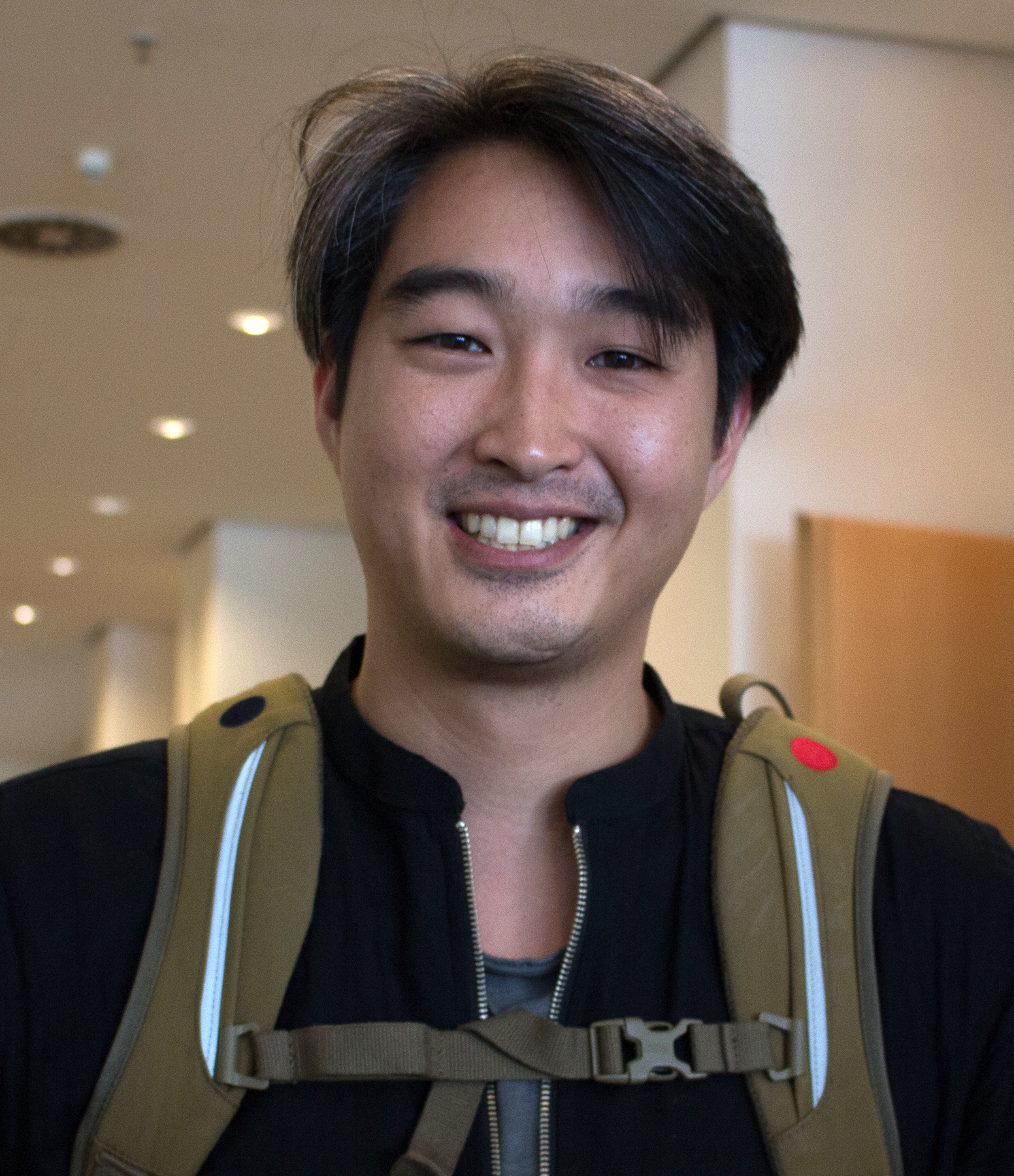
Daniel Budiman (* 1983)

- Budiman, Heni (* 1986), indonesische Badmintonspielerin
- Budimbu, Arnold (* 1995), deutscher Fußballspieler
- Budimir, Ante (* 1991), kroatischer Fußballspieler
- Budimir, David (* 2004), österreichischer Fußballspieler
- Budimir, Dennis (1938–2023), US-amerikanischer Jazzgitarrist
- Budimir, Živko (* 1962), bosnischer Politiker, Präsident der Föderation Bosnien und Herzegowina
- Budin, Emilio (1877–1935), Naturforscher und Tiersammler
- Budin, Gerhard (* 1961), österreichischer Sprachwissenschaftler
- Budin, Paul (1892–1945), deutscher Wehrwirtschaftsführer, Waffenproduzent
- Budina, Olga Alexandrowna (* 1975), russische Schauspielerin
- Buding, Edda (1936–2014), deutsche Tennisspielerin
- Buding, Ingo (1942–2003), deutscher Tennisspieler
- Büding, Moses († 1811), Oberhofagent und Bankhaus-Gründer in Kassel
- Budinger, Chase (* 1988), US-amerikanischer Basketball- und Beachvolleyballspieler
- Budinger, Hugo (1927–2017), deutscher Hockeyspieler
- Budinger, Linda (* 1968), deutsche Schriftstellerin
- Büdinger, Max (1828–1902), deutsch-österreichischer Historiker
- Budinger, Thomas F. (* 1932), US-amerikanischer Medizinphysiker
- Budinsky, Kimberly (* 1995), österreichische Moderatorin und SportjournalistinKimberly Budinsky (* 1995)

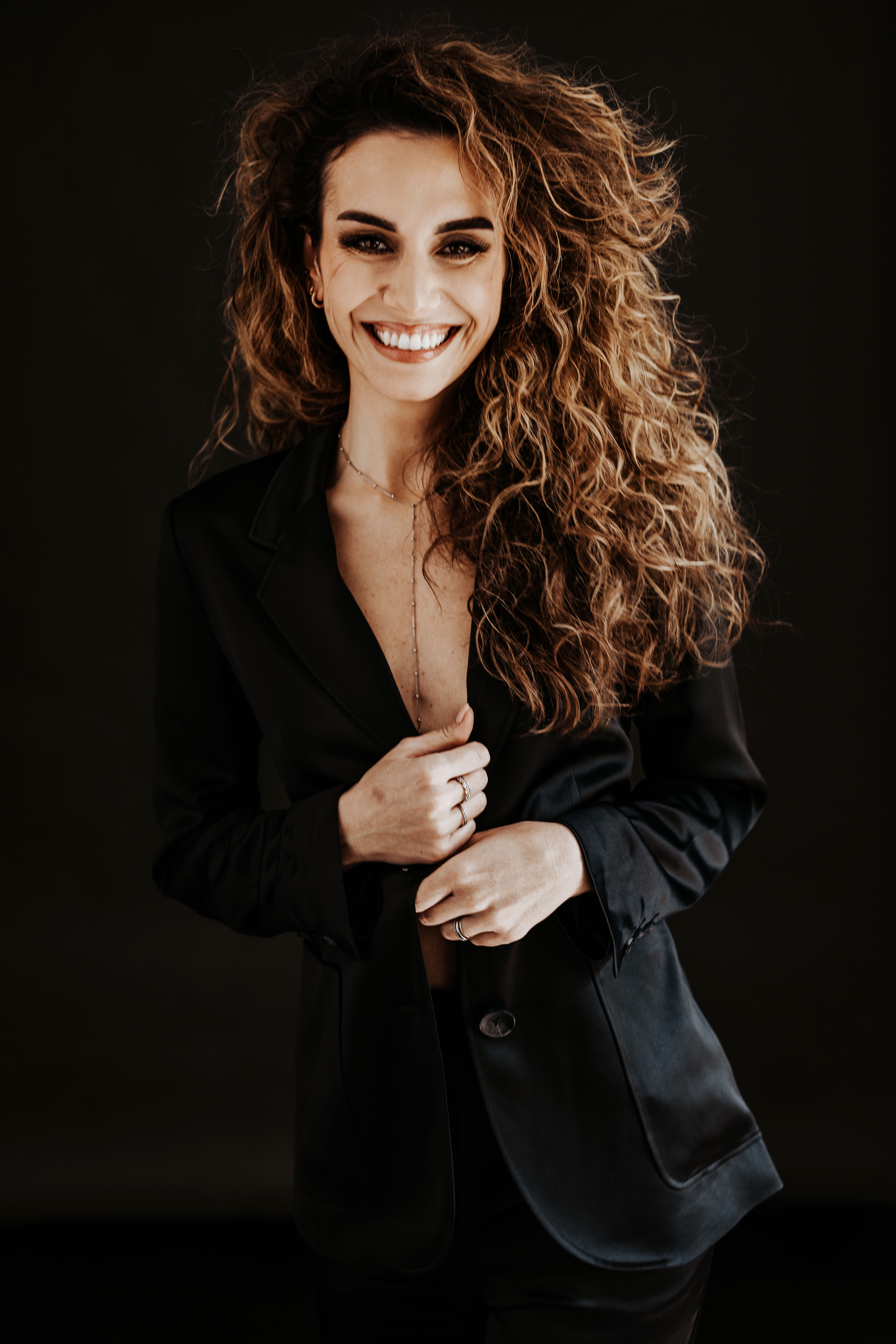
Kimberly Budinsky (* 1995)

- Budinszky, Minna von (1850–1913), österreichische Malerin und Zeichnerin
- Budion, Heinz (1924–2017), deutscher Fußballspieler
- Budiša, Dražen (* 1948), kroatischer Politiker und Schriftsteller
- Budiša, Igor (* 1977), kroatischer Fußballspieler
- Budisa, Nediljko (* 1966), kroatischer Chemiker und Professor für Biokatalyse an der TU Berlin
- Budisavljević, Diana (1891–1978), österreichische humanitäre Arbeiterin
- Budischowsky, Carl (1810–1884), mährischer Unternehmer
- Budischowsky, Irene (* 1960), österreichische Schauspielerin, Sprecherin, Sängerin, Bühnenautorin und Komponistin
- Budischtschew, Iwan Matwejewitsch, russischer Marine-Offizier, Hydrograph und Kartograf
- Budivoj, Fürst der Abodriten
- Budiwoj von Krumau, böhmischer Adliger aus dem Krumauer Familienzweig der Witigonen

### Budj
- Budjak, Anatolij (* 1995), ukrainischer Radrennfahrer
- Budjanski, Wiktor Igorewitsch (* 1984), russischer Fußballspieler
- Budjonny, Semjon Michailowitsch (1883–1973), Marschall der Sowjetunion, dreifacher Held der SowjetunionSemjon Michailowitsch Budjonny (1883–1973)

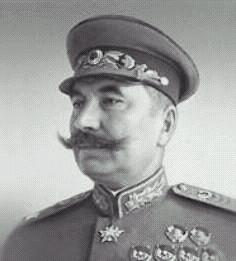
Semjon Michailowitsch Budjonny (1883–1973)

- Budjuhn, Gustav (1869–1939), deutscher Politiker (DNVP), MdR
- Budjuhn, Horst (1910–1985), deutscher Schriftsteller und Drehbuchautor

### Budk
- Budka, Borys (* 1978), polnischer Politiker, Vorsitzender der Platforma Obywatelska
- Budka, Julia (* 1977), österreichische Ägyptologin und Archäologin
- Budka, Nicetas (1877–1949), ukrainischer Bischof, Märtyrer, Seliger
- Budke, Georg (1900–1994), deutscher Politiker (CDU), MdL
- Budke, Gudula (1926–2024), deutsche Schriftstellerin und Lyrikerin
- Budke, Petra (* 1958), deutsche Politikerin (Bündnis 90/Die Grünen)
- Budke, Ricarda (* 1999), deutsche Politikerin (Bündnis 90/Die Grünen)
- Budker, Gersch Izkowitsch (1918–1977), sowjetischer Physiker
- Budkin, Alexander Elgisarowitsch (* 1986), russischer Eishockeyspieler
- Budkiwskyj, Pylyp (* 1992), ukrainischer Fußballspieler
- Budko, Jewhen (* 1978), ukrainisch-russischer Handballtorwart und -torwarttrainer
- Budko, Joseph (1888–1940), polnischer Künstler
- Budkov Kjær, Nicolai (* 2006), norwegischer Tennisspieler
- Budkowski, Gustav Daniel (1813–1884), polnisch-deutschbaltischer Genre-, Historien-, Porträt- und Landschaftsmaler

### Budl
- Budler, Hekkie (* 1988), südafrikanischer Boxer
- Budler, Hermann (1846–1893), deutscher Konsul
- Budliger Artieda, Helene (* 1965), Schweizer DiplomatinHelene Budliger Artieda (* 1965)

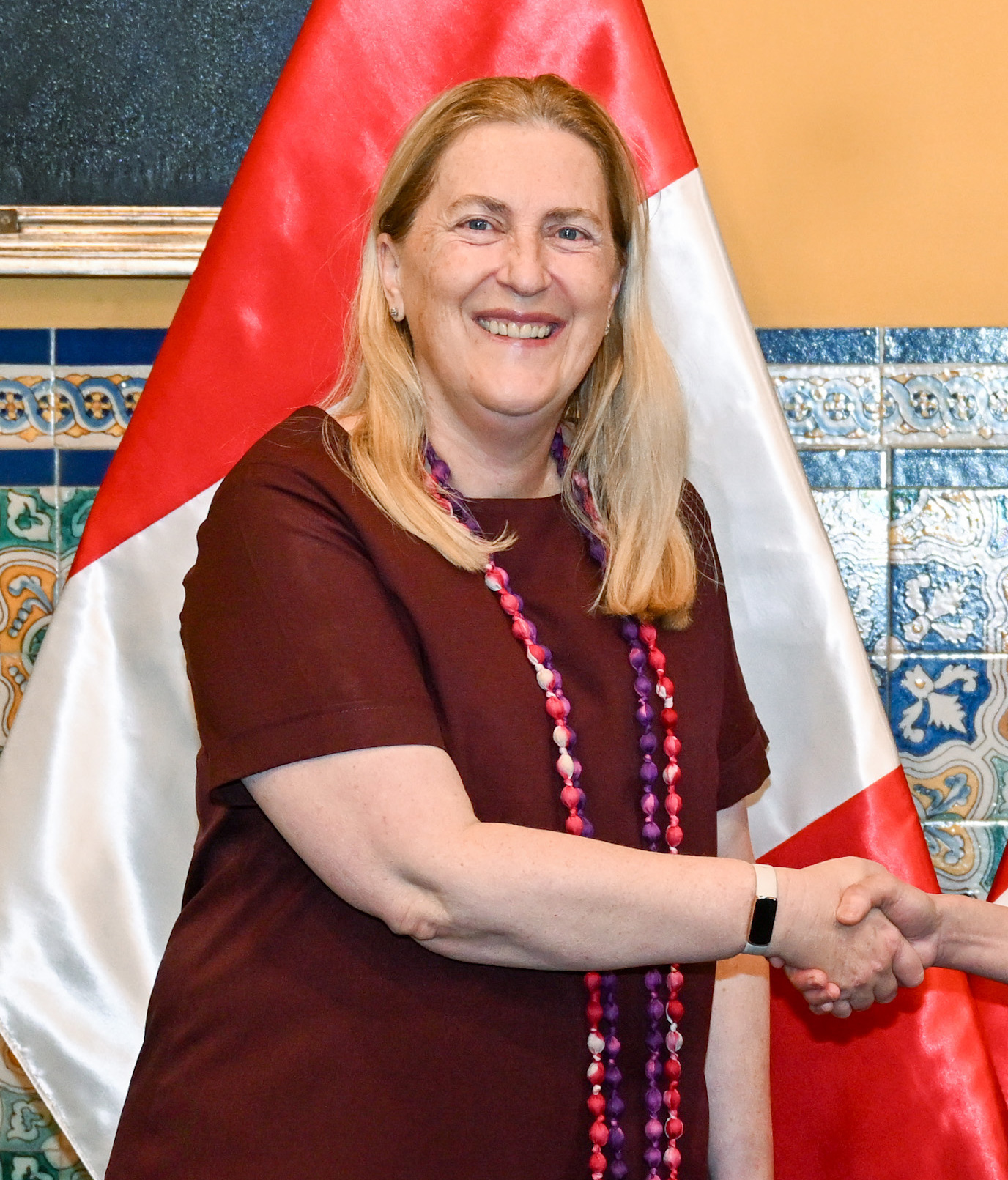
Helene Budliger Artieda (* 1965)

### Budn
- Budna, Dorota (* 1969), polnische Kostümbildnerin
- Budner, Alfred (* 1950), polnischer Politiker, Mitglied des Sejm
- Budner, Margareta (* 1975), polnische Politikerin, Mitglied des Senats
- Budnik, Jerzy (* 1951), polnischer Politiker (Platforma Obywatelska), Mitglied des Sejm
- Budnik, Jewhen (* 1990), ukrainisch Fußballspieler
- Budnik, Jowita (* 1973), polnische Schauspielerin
- Budnikas, Gediminas (* 1944), litauischer Politiker und ehemaliger Basketballspieler
- Budnikow, Alexander Fjodorowitsch (* 1956), sowjetischer Segler
- Budnikow, Boris Fjodorowitsch (1942–2023), sowjetischer Segler
- Budnikowski, Adam (* 1948), polnischer Hochschullehrer
- Budnizki, Oleg Witaljewitsch (* 1954), russischer Historiker und Hochschullehrer
- Budnowski, Otto (1874–1956), deutscher Tierarzt, Generaloberstabsveterinär, Veterinärinspekteur des Heeres
- Budny, Angelika, deutsche Fußballspielerin
- Budny, Edward (* 1937), polnischer Skilangläufer
- Budny, Szymon (1530–1593), polnisch-belarussischer Humanist und Bibelübersetzer
- Budny, Weronika (* 1941), polnische Skilangläuferin

### Budo
- Budo, Alexander Semjonowitsch (1909–1982), sowjetischer Schachspieler
- Budogoski, Eduard Anatoljewitsch (1903–1976), russischer Illustrator von Kinderbüchern
- Budõlin, Aleksei (* 1976), estnischer Judoka
- Budõlin, Dmitri (* 1974), estnischer Judoka
- Budorensis, Johannes Michael, deutscher Gelehrter, Astronom und Herausgeber
- Budos, Louise de (1575–1598), französische Adlige
- Budošová, Andrea (* 1980), slowakische Fußballspielerin
- Budovec z Budova, Václav (1551–1621), böhmischer Reformator, Diplomat und Schriftsteller
- Budović, Jovo (* 1991), bosnischer Handballspieler
- Budow, Clémence (1908–1995), deutsche Rundfunkpionierin und Politikerin (Deutsche Partei), MdHB
- Budowski, Gerardo (1925–2014), deutsch-venezolanischer Schachmeister und Wissenschaftler

### Budr
- Budraitė, Ieva (* 1992), litauische Politikerin (Lietuvos žaliųjų partija)
- Budras, Klaus-Dieter (1941–2020), deutscher Tierarzt, Veterinär-Anatom und Hochschullehrer an der Freien Universität Berlin
- Budraß, Lutz (* 1961), deutscher Historiker
- Budreau, Robert (* 1974), kanadischer Produzent, Regisseur und Drehbuchautor
- Budreikaitė, Danutė (* 1953), litauische Politikerin, MdEP
- Budrevičius, Jonas (* 1945), litauischer Politiker, Mitglied des Seimas
- Budrich, Barbara (* 1965), deutsche Verlegerin, Übersetzerin und Publizistin
- Budrich, Edmund (* 1932), deutscher Verleger und Schachspieler
- Budritzki, Konstantin Johann von (* 1731), preußischer Major, Kommandeur des 1. Stehenden Grenadier-Bataillons
- Budritzki, Rudolph Otto von (1812–1876), preußischer General der Infanterie
- Budry, Paul (1883–1949), Schweizer Schriftsteller und Kunstkritiker
- Budrys, Algis (1931–2008), US-amerikanischer Science-Fiction-Schriftsteller
- Budrys, Dainius (* 1976), litauischer Politiker
- Budrys, Kęstutis (* 1980), litauischer Politiker, AußenministerKęstutis Budrys (* 1980)

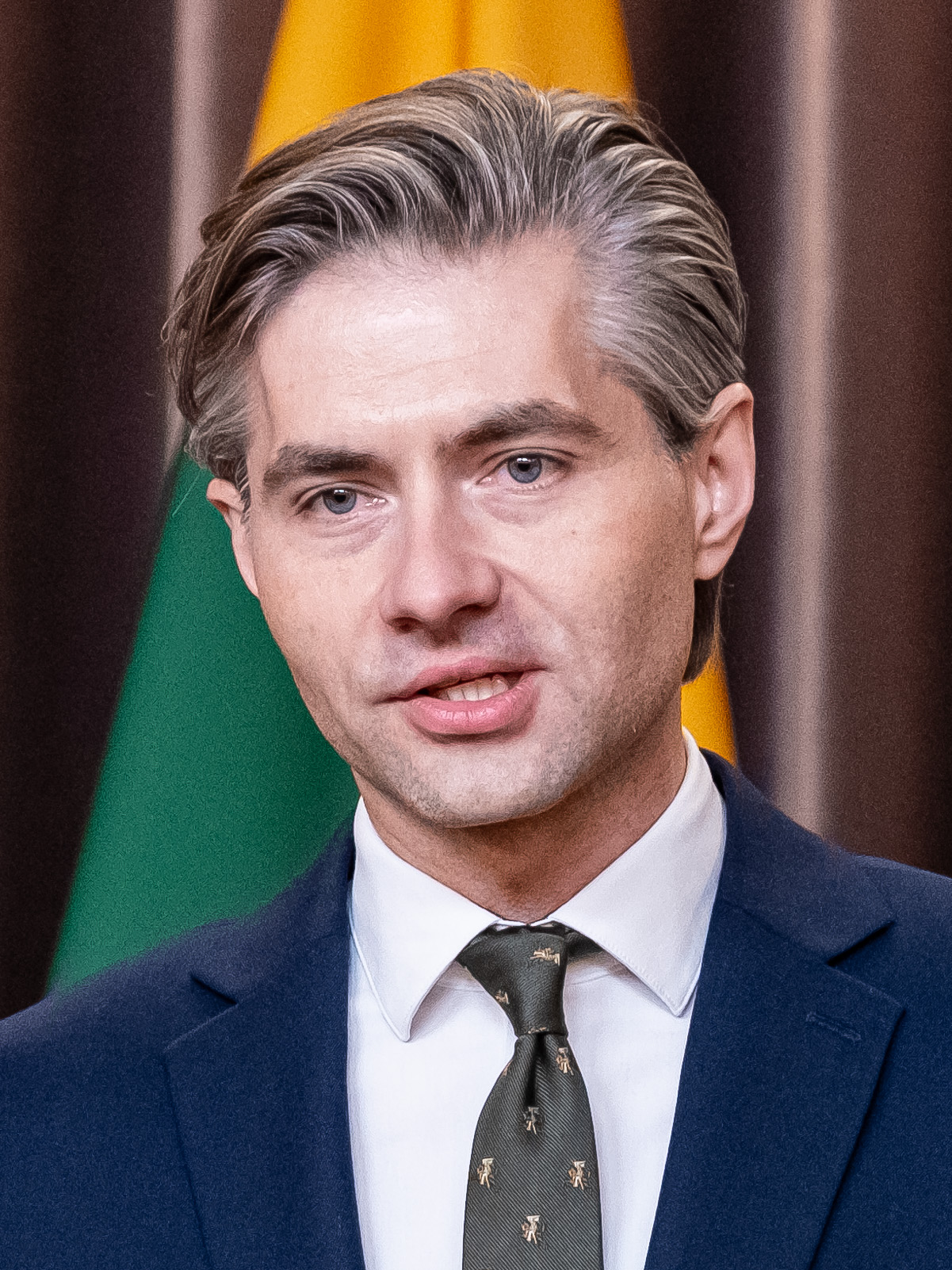
Kęstutis Budrys (* 1980)

- Budrys, Valmantas (1958–2015), litauischer Neurologe und Hochschullehrer

### Buds
- Budschigk, Otto (1893–1948), deutscher Kommunalpolitiker (SPD)
- Budschun, Peter (* 1940), deutscher Politiker (SPD), MdL und Polizeibeamter
- Budsilowitsch, Dsmitry (* 1991), belarussischer Biathlet
- Budson, Buddy, US-amerikanischer Jazzmusiker

### Budt
- Budt, Bernd (* 1958), deutscher Fußballspieler und -trainer
- Büdts, Volker (* 1972), deutscher Film- und Theaterschauspieler
- Budtz, Jan (* 1979), dänischer Fußballtorhüter

### Budu
- Bududira, Bernard (1934–2005), burundischer Geistlicher, römisch-katholischer Bischof von Bururi
- Bududu, Josaphat Jackson (* 1977), tansanischer römisch-katholischer Geistlicher, Weihbischof in Tabora

### Budv
- Budvydas, Großfürst von Litauen
- Būdvytis, Antanas (1928–1998), litauischer Agronom und Politiker

### Budw
- Budway, David (* 1958), US-amerikanischer Jazz-Pianist
- Budweiser, Gertrud, deutsche Tischtennisspielerin
- Budwig, Johanna (1908–2003), deutsche Apothekerin und Biochemikerin
- Budwig, Monty (1929–1992), amerikanischer Jazzbassist

### Budy
- Budy, Hermann (1838–1907), deutscher Pädagoge und Musikwissenschaftler
- Budyko, Michail Iwanowitsch (1920–2001), russischer Meteorologe und Geowissenschaftler

### Budz
- Budzanowski, Mikołaj (* 1971), polnischer Politiker; Innenminister
- Budziaszek, Stefan (1913–1994), polnischer Chirurg und Häftlingsarzt im KZ Auschwitz-Monowitz
- Budziat, Eberhard (* 1961), deutscher Jazz-Posaunist, Komponist und Bandleader
- Budzik, Stanisław (* 1952), polnischer Theologe und Weihbischof in Tarnów
- Budzikiewicz, Christine (* 1971), deutsche Rechtswissenschaftlerin
- Budzikiewicz, Herbert (1933–2019), österreichisch-deutscher Chemiker
- Budzińska-Bennett, Agnieszka (* 1973), polnische Sopranistin, Pianistin, Harfenistin und Musikwissenschaftlerin
- Budzinski, Fredy (1879–1970), deutscher Radsport-Journalist
- Budziński, Henryk (1904–1983), polnischer Ruderer
- Budzinski, Klaus (1921–2016), deutscher Journalist und Buchautor
- Budzinski, Lisa (* 1992), Biotechnologin und Immunologin
- Budziński, Marcin (* 1998), polnischer Radrennfahrer
- Budzinski, Nikki (* 1977), US-amerikanische Politikerin der Demokratischen Partei
- Budzinski, Robert (1874–1955), deutscher Maler, Graphiker und Autor
- Budziński, Tomasz (* 1998), polnischer Radrennfahrer
- Budzinski, William (1875–1950), Berliner Kostümbildner und -sammler
- Budzinski-Kreth, Lothar (1886–1955), deutscher Fußballspieler
- Budzisch, Margot (* 1935), deutsche Sportwissenschaftlerin und Hochschullehrer
- Budzislawski, Herbert (1920–1943), deutsch-jüdischer Widerstandskämpfer gegen den Nationalsozialismus
- Budzislawski, Hermann (1901–1978), deutscher Journalist, Medienwissenschaftler und Politiker (SPD, SED), MdV
- Budzisz, Jörg (* 1963), deutscher Tischtennisspieler
- Budzisz-Krzyżanowska, Teresa (* 1942), polnische Schauspielerin
- Budzyń, Krzysztof (* 1957), polnischer Unternehmer und Laienhistoriker
- Budzyńska, Celina (1907–1993), polnische Politikerin, Mitglied des Sejm (PZPR)
- Budzyński, Bronisław (1888–1951), polnischer Politiker in Danzig und NS-Opfer
- Budzynski, Robert (1940–2023), französischer Fußballspieler und -funktionär